# Îlot Nandahalap
L’îlot Nandahalap est un îlot de Nouvelle-Calédonie appartenant administrativement à Poum.